# Susan Chapman
Pour les articles homonymes, voir Chapman.
Susan Claire Chapman, née le 17 septembre 1962, est une rameuse d'aviron australienne. 

## Carrière
Susan Chapman a participé aux Jeux olympiques de 1984 à Los Angeles. Elle a remporté la médaille de bronze  avec le quatre barré australien composé de Robyn Grey-Gardner, Karen Brancourt, Margot Foster et Susan Lee. 

## Vie privée
Elle est mariée au rameur Ion Popa et leur fille, Rosemary Popa, est également rameuse.